# Aachens domkyrka
Aachens domkyrka (tyska: Aachener Dom) tillhör den Romersk-katolska kyrkan och är den äldsta katedralen i Tyskland.

## Bakgrund
Karl den store, Frankerrikets härskare, påbörjade byggandet av palatskapellet i staden Aachen år 786. När han dog år 814 begravdes han i sin egen katedral och hans kvarlevor finns än idag bevarade i ett relikskrin och Crux gemmata.
Katedralen har fått sitt nuvarande utseende genom en resa på mer än ett årtusende. Kärnan i katedralen är palatskapellet, vilket är förvånande litet i jämförelse med senare tillägg; vid tiden för dess uppförande var kapellet den största och ståtligaste byggnaden norr om Alperna.
Dess fascinerande arkitektur med klassisk, bysantinsk och tysk-franska element är nödvändiga för en monumental byggnad av denna stora betydelse. Under 600 år, från 936 till 1531, var katedralen i Aachen nämligen kröningskyrka för 30 kungar i det Tyskromerska riket.

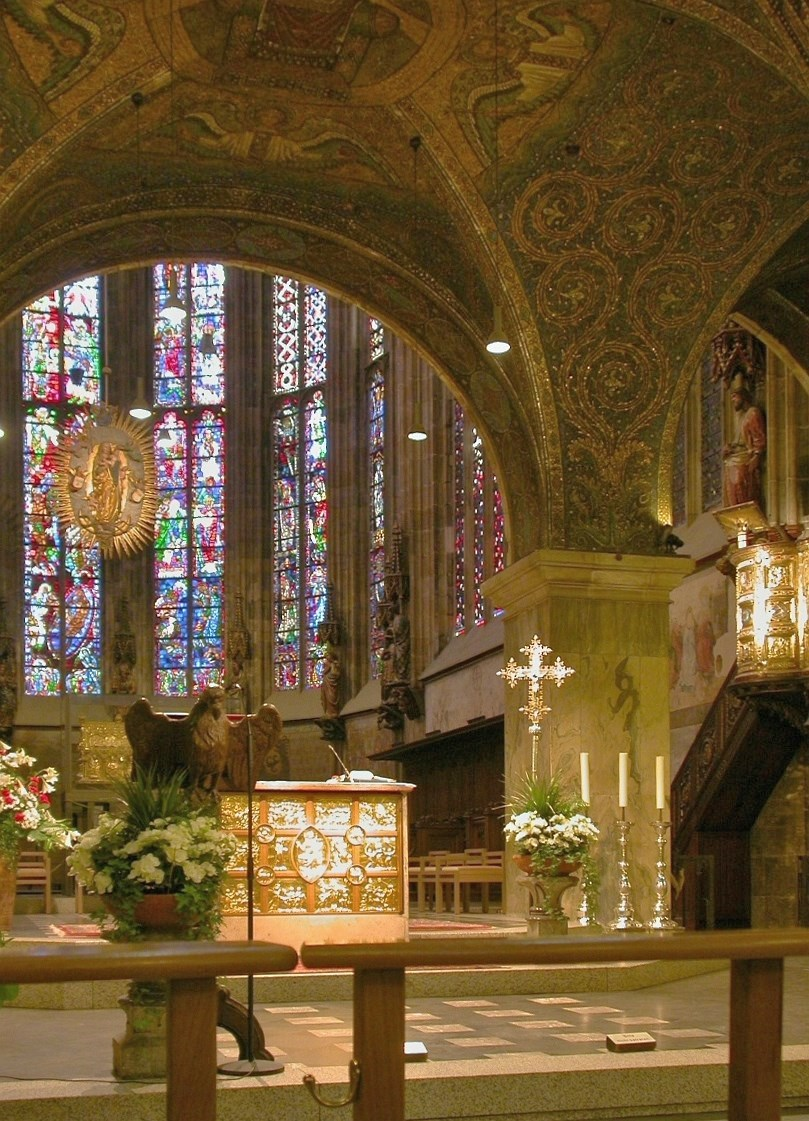
Koret.

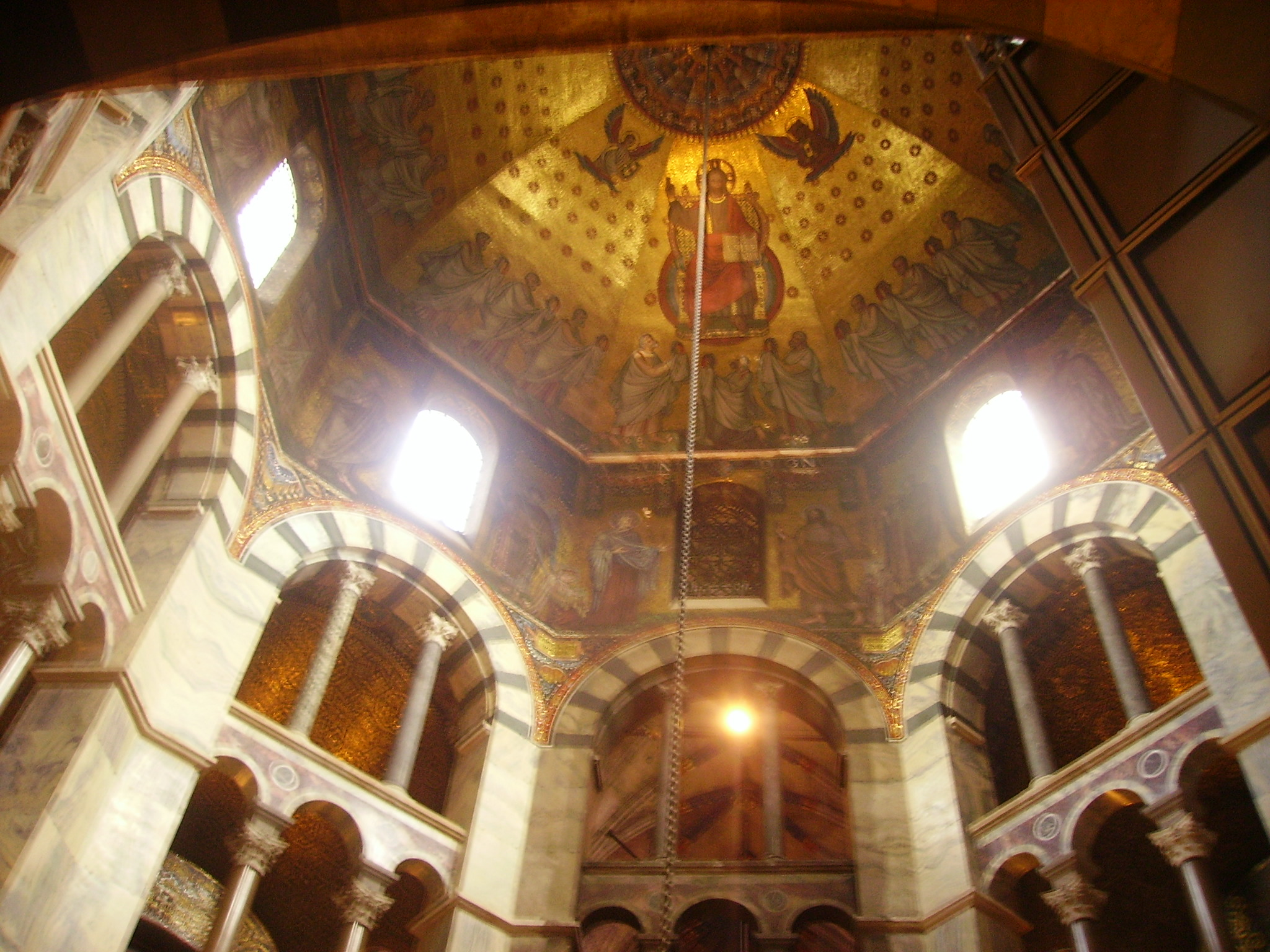
Kärnan i katedralen är det oktogonala palatskapellet.

För att klara av det enorma flödet av pilgrimer under den gotiska perioden byggdes en stor korbyggnad i form av ett tvådelat Capella vitrea (glaskapell), som invigdes på 600-årsdagen efter Karl den stores död.
Sedan dess har den magnifika arkitekturen av "glashuset" i Aachen beundrats. 1978 blev katedralen med glaskapellet ett av de första 12 objekten inskrivna på Unescos världsarvslista.
Skatterna i katedralen uppvisar sakrala mästerverk av sen klassisistisk, karolingisk, ottoniansk och staufiansk stil - bland dessa skatter finns några unika som "Lothairs kors", "Karl den stores byst" och "Persephone sarcohagus".
År 1000 lät Otto III öppna Karl den stores grav. Det sägs att kroppen hittades i ett anmärkningsvärt välbevarat tillstånd, satt på en tron i marmor, klädd i sin kejserliga dräkt, med kronan på sitt huvud, evangeliet liggande öppet i sitt knä och med spiran i sin hand. En stor målning, där Otto och andra adliga betraktar den döde kejsaren, gjordes på väggen i stora rummet i stadshuset.
1165 öppnades graven åter. Denna gång var det kejsar Fredrik I Barbarossa som lät öppna gravvalvet och lät placera lämningarna i en skulpterad sarkofag gjord av parisk marmor, som sägs ha varit samma som Augustus Caesar begravdes i. Benen fick ligga i denna fram till år 1215 då Fredrik II lät lägga dem i en ask av guld och silver.